# Saba Anglana
Saba Anglana (sinh ngày 17 tháng 11 năm 1970) là một nữ diễn viên và ca sĩ quốc tế người Somalia - Ý.

## Tiểu sử
Saba sinh ra ở Mogadishu, thủ đô của Somalia, trong thời kỳ xã hội chủ nghĩa của đất nước. Mẹ bà là con gái của một người Somalia lưu vong sống ở nước láng giềng Ethiopia. Cha bà là một cựu chỉ huy trong quân đội Ý, người đã chuyển đến Somalia từ Ý sau Chiến tranh thế giới thứ hai.
Do cha Saba nằm trong vị trí cấp cao cấp cao của chính quyền thuộc địa trước đây, ông bị chế độ quân sự của Somalia nghi ngờ là một gián điệp. Người Anglanas sau đó bị đày sang Ý, khi bà vẫn còn là một đứa trẻ.
Saba sau đó lớn lên ở Ý, sau đó bà học tại Đại học Sapienza ở Rome. Tuy nhiên, bà vẫn không đánh mất gốc Somali của mình. Bà học tiếng Somali với mẹ, đặc biệt là phương ngữ khu vực của Xamar Weyne, kết nối với Somalia thông qua âm nhạc. Saba là người Hồi giáo.

## Sự nghiệp
Saba bắt đầu sự nghiệp nghệ thuật vào những năm 1990 với tư cách là một nữ diễn viên trên truyền hình Ý. Trong một bộ phim truyền hình nổi tiếng ở địa phương có tên La Squadra, bà đóng vai một nữ cảnh sát lai Somalia-Ý.
Năm 2007, Saba phát hành album phòng thu đầu tiên của bà với tựa đề Jidka: The Line, trong đó cô pha trộn những âm thanh truyền thống của bản địa Somalia với sự hưng thịnh của nước Ý đương đại.